# FC Barcelona (håndbold)
 For alternative betydninger, se FC Barcelona (flertydig). (Se også artikler, som begynder med FC Barcelona)
FC Barcelona (balonmano) er et spansk håndboldhold der hører til sportsklubben FC Barcelona, der bl.a. også huser fodbold og basketball. Holdet har igennem størstedelen af sin historie gjort sig gældende i den europæiske håndboldelite.

## Historie
FC Barcelonas håndboldafdeling blev grundlagt 29. november 1942, hvilket var præcis 43 år efter, at klubben blev stiftet. Selvom håndboldafdelingen først startede i 1942, havde holdet spillet nogle kampe i 1930'erne. I begyndelsen af holdets historie blev kampene spillet på hele fodboldbaner med 11 personer på hvert hold. I denne periode vandt holdet det spanske mesterskab seks gange og det catalanske ti gange. Alle de seks gange, hvor holdet vandt det spanske mesterskab, vandt holdet også det catalanske. Herefter skiftede holdet til syvmandshold efter hidtil at have spillet med ellevemandshold. Herefter vandt holdet ikke det store før 1969, hvor holdet vandt Liga ASOBAL og Copa del Rey de Balonmano. Kort efter disse sejre blev holdets nuværende hjemmebane Palau Blaugrana bygget.
I løbet af 1970'erne var spansk håndbold domineret af andre håndboldhold, som Atlético Madrid og Granollers, mens Barcelona vandt Liga ASOBAL en gang og Copa del Rey de Balonmano to gange. I 1984 blev Valero Rivera cheftræner. Det var med Rivera som cheftræner, at holdet vandt flere titler end nogensinde før. I perioden fra 1995 til 2000 vandt holdet Champions League fem gange i træk, som det eneste hold nogensinde. I perioden spillede stjerner som Thomas Svensson, Andrei Xepkin, Carlos Ortega og Ignacio Urdangarin på holdet. Perioden blev senere omtalt som Dream Team-årene.
Siden 2000 har holdet vundet EHF Champions League seks gange – i sæsonerne 2005, 2011, 2015, 2021, 2022 og senest 2024, hvor man slog danske Aalborg Håndbold i finalen.

## Spillertruppen 2024-25
| Målvogter - 01 Gonzalo Pérez de Vargas - 12 Emil Nielsen Venstre fløj - 13 Aitor Ariño - 15 Hampus Wanne Højre fløj - 18 Blaž Janc - 20 Aleix Gómez Stregspiller - 03 Antonio Bazán Legasa - 11 Jaime Gallego - 82 Luís Frade - 99 Javier Rodríguez Moreno | Venstre back - 09 Jonathan Carlsbogård - 19 Timothey N'Guessan - 22 Thiagus dos Santos - 44 Juan Palomino Playmaker - 06 Pol Valera - 35 Domen Makuc - 88 Petar Cikuša Jeličić Højre back - 10 Dika Mem - 66 Melvyn Richardson |

## Kendte trænere
- Xavier Pascual Fuertes
- Antonio Lázaro
- Josep Vilà
- Sergio Petit
- Miquel Roca
- Valero Rivera
- Xesco Espar
- Manolo Cadenas

## Kendte spillere
| - Raúl Entrerríos - Víctor Tomás - Mikel Aguirrezabalaga - David Barrufet - Joan Cañellas - Alberto Entrerríos - Rubén Garabaya - Juanín García - Mateo Garralda - Òscar Grau - Rafael Guijosa - Demetrio Lozano - Enric Masip - Ángel Montoro - Xavier O'Callaghan - Antonio Carlos Ortega - Salvador Puig - Lorenzo Rico - Albert Rocas - Iker Romero - Joan Sagalés - Arpad Šterbik - Cristian Ugalde - Iñaki Urdangarin | - Eric Gull - Senjanin Maglajlija - Muhamed Memić - Marco Oneto - Patrik Ćavar - Davor Dominiković - Venio Losert - Igor Vori - Michal Kasal - Joachim Boldsen - Jesper Nøddesbo - Mikkel Hansen - Kasper Hvidt - Lars Krogh Jeppesen - Christian Schwarzer - Erhard Wunderlich - László Nagy - Barna Putics - Frode Hagen - Glenn Solberg - Bogdan Wenta - Alexandru Dedu - Konstantin Igropulo - Luka Žvižej | - Mladen Bojinović - Petar Nenadić - Martin Straňovský - Mattias Andersson - Mathias Franzén - Magnus Jernemyr - Jonas Larholm - Fredrik Ohlander - Johan Sjöstrand - Tomas Svensson - Walid Ben Amor - Andrei Xepkin - Petrit Fejzula - Milan Kalina - Zlatko Portner - Veselin Vujović - Ivan Lapčević - Nenad Peruničić - Dejan Perić - Dragan Škrbić - Nikola Karabatić - Jérôme Fernandez - Aron Pálmarsson |

## Trofæer
- Verdensmesterskabet for klubhold i håndbold: 5
- 2013, 2014, 2017, 2018, 2019
- EHF Champions League: 10
  - 1990-91, 1995-96, 1996-97, 1997-98, 1998-99, 1999-00, 2004-05, 2010-11, 2014-15, 2020-21
- EHF Cup Winners' Cup: 5
  - 1983-84, 1984-85, 1985-86, 1993-94, 1994-95
- EHF Cup: 1
  - 2002-2003
- EHF Men’s Champions Trophy: 5
  - 1996-97, 1997-98, 1998-99, 1999-00, 2003-04
- División de Honor: 11
  - 1952-53, 1957-58, 1962-63, 1968-69, 1972-73, 1979-80, 1981-82, 1985-86, 1987-88, 1988-89, 1989-90
- Liga ASOBAL: 28
- 1968–69, 1972–73, 1979–80, 1981–82, 1985–86, 1987–88, 1988–89, 1989–90, 1990–91, 1991–92, 1995–96, 1996–97, 1997–98, 1998–99, 1999–2000, 2002–03, 2005–06, 2010–11, 2011–12, 2012–13, 2013–14, 2014–15, 2015–16, 2016-17, 2017-18, 2018-19, 2019-20, 2020-21
- Copa del Rey de Balonmano: 25
- 1968–69, 1971–72, 1972–73, 1982–83, 1983–84, 1984–85, 1987–88, 1989–90, 1992–93, 1993–94, 1996–97, 1997–98, 1999–2000, 2003–04, 2006–07, 2008–09, 2009–10, 2013–14, 2014-15, 2015–16, 2016-17, 2017-18, 2018-19, 2019-20, 2020-21
- Copa ASOBAL: 16
- 1994–95, 1995–96, 1999–2000, 2000–01, 2001–02, 2009–10, 2011–12, 2012–13, 2013–14, 2014–15, 2015–16, 2016-17, 2017-18, 2018-19, 2019-20, 2020-21
- Supercopa ASOBAL: 23
  - 1986-87, 1988-89, 1989-90, 1990-91, 1991-92, 1993-94, 1996-97, 1997-98, 1999-00, 2000-01, 2001-02, 2003-04, 2005-06, 2008-09, 2009–10, 2012–13, 2013–14, 2014–15, 2015–16, 2016-17, 2017-18, 2018-19, 2019-20, 2020-21
- Spanske mesterskab: 5
  - 1942-43, 1944-45, 1945-46, 1946-47, 1950-51
- Catalanske mesterskab: 4
  - 1949-50, 1956-57, 1959-60, 1968-69
- Catalonian League: 12
  - 1981-82, 1982-83, 1983-84, 1984-85, 1986-87, 1987-88, 1990-91, 1991-92, 1992-93, 1993-94, 1994-95, 1996-97.
- Liga de los Pirineos: 14
  - 1997-98, 1998-99, 1999-00, 2000-01, 2001-02, 2003-04, 2005-06, 2006-07, 2007–08, 2009–10, 2010–11, 2011–12, 2012–13, 2014–15

## Fodnoter
1. 1 2  "History of the handball section" (engelsk). Arkiveret fra originalen 20. juli 2011. Hentet 3. juli 2009.
2. 1 2 3  "Honours" (engelsk). Arkiveret fra originalen 1. juli 2009. Hentet 14. juni 2021.
3. ↑  "Emil Nielsen og Barcelona slår Aalborg i dramatisk CL-finale". TV 2. 9. juni 2024.